# Argyrosticta vauaurea
Argyrosticta vauaurea är en fjärilsart som beskrevs av George Francis Hampson 1908. Argyrosticta vauaurea ingår i släktet Argyrosticta och familjen nattflyn. Inga underarter finns listade i Catalogue of Life.